# David Gamman Frodin
David Gamman Frodin ( n. 1940 ) es un botánico estadounidense.
Ha trabajado extensamente en la familia de Araliaceae. (enlace roto disponible en Internet Archive; véase el historial, la primera versión y la última).

## Algunas publicaciones
- Frodin, DG. 1986. Studies in Schefflera (Araliaceae): II. Northern Luzon (Philippines) species of the Heptapleurum group. Proc. Academy of Natural Sciences of Philadelphia

### Libros
- Frodin, DG. 1965. Generic and sectional limits in Cytisus L.S. lat: A thesis ... University of Liverpool. 62 pp.
- ----. 1975. Mangroves of the Port Moresby region. Ed. Univ. of Papua New Guinea, Department of Biology. 53 pp.
- Frodin, DG. 1996. World Checklist and Bibliography of Magnoliaceae. Ed. Royal Botanic Gardens. 72 pp. ISBN 1-900347-07-5
- Frodin, DG; R Govaerts 1998. World Checklist and Bibliography of Fagales: Betulaceae, Corylaceae, Fagageae and Ticodendraceae. Ed. Royal Botanic Gardens. 408 pp. ISBN 1-900347-46-6
- Govaerts, R; DG Frodin, A Radcliffe-Smith. 2000. World Checklist and Bibliography of Euphorbiaceae. Ed. Royal Botanic Gardens. 4.189 pp. ISBN 1-84246-001-3
- Frodin, DG. 2001. Guide to Standard Floras of the World. 2ª ed. Cambridge University Press, NY. xxiv + 1.100 pp. ISBN 0-521-79077-8
- Govaerts, R; DG Frodin, TD Pennington. 2002. World Checklist and Bibliography of Sapotaceae . Ed. Royal Botanic Gardens. 372 pp. ISBN 1-900347-94-6

## Honores

### Epónimos
- (Araliaceae) Aralia frodiniana J.Wen[1]

- (Araliaceae) Schefflera frodiniana Bernardi[2]

- (Euphorbiaceae) Glochidion frodinii Airy Shaw[3]

- (Euphorbiaceae) Phyllanthus frodinii Airy Shaw[4]

- (Lauraceae) Cinnamomum frodinii Kosterm.[5]

- (Melastomataceae) Medinilla frodinii Bodegom[6]

- (Rubiaceae) Psychotria frodinii Sohmer[7]

- La abreviatura «Frodin» se emplea para indicar a David Gamman Frodin como autoridad en la descripción y clasificación científica de los vegetales.[8]